# Garrett Grayson
Garrett Bradley Grayson (Vancouver, 29 maggio 1991) è un giocatore di football americano statunitense che milita nel ruolo di quarterback per i New Orleans Saints della National Football League (NFL).

## Biografia

### New Orleans Saints
Dopo avere giocato al college a football all'Università Statale del Colorado con i Rams, Grayson fu scelto nel corso del terzo giro (75º assoluto) del Draft NFL 2015 dai New Orleans Saints, il terzo quarterback chiamato dopo le prime due scelte assolute Jameis Winston e Marcus Mariota. Debuttò come professionista nella gara del decimo turno contro i Washington Redskins subentrando nel finale a Drew Brees senza tentare alcun passaggio.

## Statistiche
| Partite totali      | 1 |
| Partite da titolare | 0 |
| Yard passate        | 0 |
| Touchdown           | 0 |
| Intercetti          | 0 |
| Passer rating       | - |